# 13928 Aaronrogers
13928 Aaronrogers (1987 UT) là một tiểu hành tinh vành đai chính được phát hiện ngày 16 tháng 10 năm 1987 bởi E. Bowell ở Trạm Anderson Mesa thuộc đài thiên văn Lowell.